# Myriopholis albiventer
Espèce
Synonymes
- Leptotyphlops albiventer Hallermann & Rödel, 1995

Statut de conservation UICN

 LC  : Préoccupation mineure
Myriopholis albiventer est une espèce de serpents de la famille des Leptotyphlopidae.

## Répartition
Cette espèce se rencontre en Côte d'Ivoire, en Guinée et au Mali.

## Description
L'holotype de Myriopholis albiventer,, mesure 128 mm dont 20 mm pour la queue. Son dos est brun à couleur chair sombre et sa face ventrale blanchâtre.

## Étymologie
Son nom d'espèce, du latin, albi, « blanc », et venter, « ventre », lui a été donné en référence à la couleur blanche de sa face ventrale.

## Publication originale
- Hallermann & Rödel, 1995 : A new species of Leptotyphlops (Serpentes: Leptotyphlopidae) of the longicaudus-group from West Africa. Stuttgarter Beiträge zur Naturkunde, sér. A, vol. 532, p. 1-8 (texte intégral).